# Kufr Sour
 (avril 2015).
Si vous disposez d'ouvrages ou d'articles de référence ou si vous connaissez des sites web de qualité traitant du thème abordé ici, merci de compléter l'article en donnant les références utiles à sa vérifiabilité et en les liant à la section « Notes et références ».
Kufr Sour est un village palestinien situé à 12 km de Tulkarem et à 22 km de Qalqilya. 
Il se trouve sur une montagne à 400 m d'altitude et appartient administrativement à Tulkarm. Sour est un mot araméen qui signifie « la roche dure ».

## Histoire
En 1948, l'organisation Armée Sioniste a détruit Kufr Sour et a provoqué l’exode de 858 personnes. En 1998, le nombre de réfugiés à Koufr Sour est de 5 271 personnes qui s’étaient réfugiées en Jordanie et au Koweït. 

## Géographie
Kufr Sour a une superficie d'environ 19 666 km2. 1 675 km2 sont consacrés aux oliviers.
Cinq villages entourent Kufr Sour : Kour à l'ouest, Kufr Jammal au sud , Kufur Aboush et Kufrzibad au sud-ouest et Al Ras au nord. Cette agglomération s'appelle Alkafryat. Elle est administrée par le conseil d'Alkafryat. Ce conseil décide de la distribution aux villages de l'électricité, de l'eau et des services médicaux. Emad Zubdeh qui vient de Kufr Sour et qui était maire d’Alkafryat en prenait soin. Aujourd'hui[Quand ?] Abed Algahni est le maire de ce conseil.

## Population
D'après le recensement mené par le Bureau palestinien des statistiques en 2015  Kufr Sour compte 1 310 d'habitants.
Les familles les plus grandes sont : Modallal, Hamza, Hattab, Zubdeh, Saadeh, Obaide, Shobaki, Harb, Ryahi, Nofal et Taweel.

## Économie
Les habitants de Kufr Sour travaillent dans plusieurs domaines : en premier lieu ils sont fonctionnaires dans les administrations publiques ensuite ce sont des salariés, des ouvriers dans les usines ou dans les colonies. Ils exercent aussi dans les commerces, dans les cultures des oliviers, et l'agriculture qui reste très rare.

### Industrie
À la périphérie du village de nombreuses usines se sont installées : l'usine de Radwan Hamza et ses frères (c’est une usine de sidérurgique de fer), l’entreprise de fabrication de boisson, l’usine de fourrage Aziza et celle des briques Alghanim. Il y a aussi des fermes de vaches et des fermes d'élevage.

### Commerce
Au centre du village se trouvent trois épiceries. Il y en a cinq autres autour du village. Il y a également deux salons de beauté pour femmes et hommes. Il existe aussi un petit restaurant, une boutique de réparation de télévisions et un cybercafé. À l'entrée du village il y a deux boucheries, un magasin de peinture, une station de service, un garage, et un pressoir d'olive.

## Enseignement
À Kufr sur, il y a deux écoles : l'école élémentaire à l'est et l'école secondaire mixte à l'ouest. Les étudiants de Kour viennent à Kufr Sour pour continuer leurs études parce qu'ils n'ont pas d'école secondaire dans leur village. En Palestine, les petites villages n’ont pas d’écoles secondaires à cause des petits effectifs. Pour passer les examens de baccalauréat les étudiants de Kufr Sour doivent aller à Kafr Jammal. Il existe aussi une école maternelle gérée par une association bénévole. Quant à l'enseignement supérieur, les étudiants de ce village partent chaque matin pour continuer leurs études universitaires à Tulkarm, à Naplouse, à Ramallah et dans d'autres villes .

## Santé
Une petite clinique médicale se trouve à l'ouest de la mosquée tandis qu'une pharmacie s'est installée à l'entrée du village. 

## Galerie photos

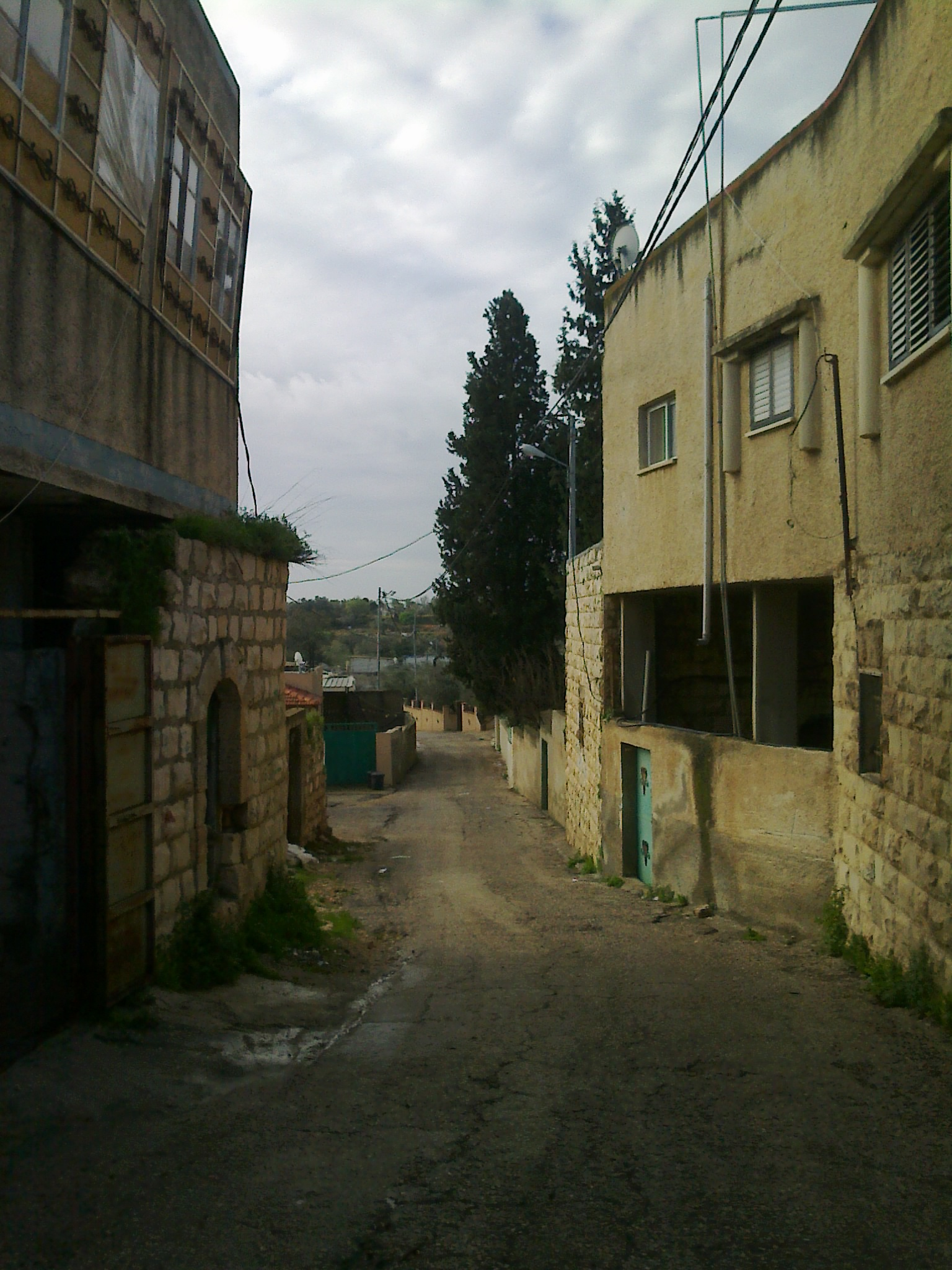
Quartier Sud
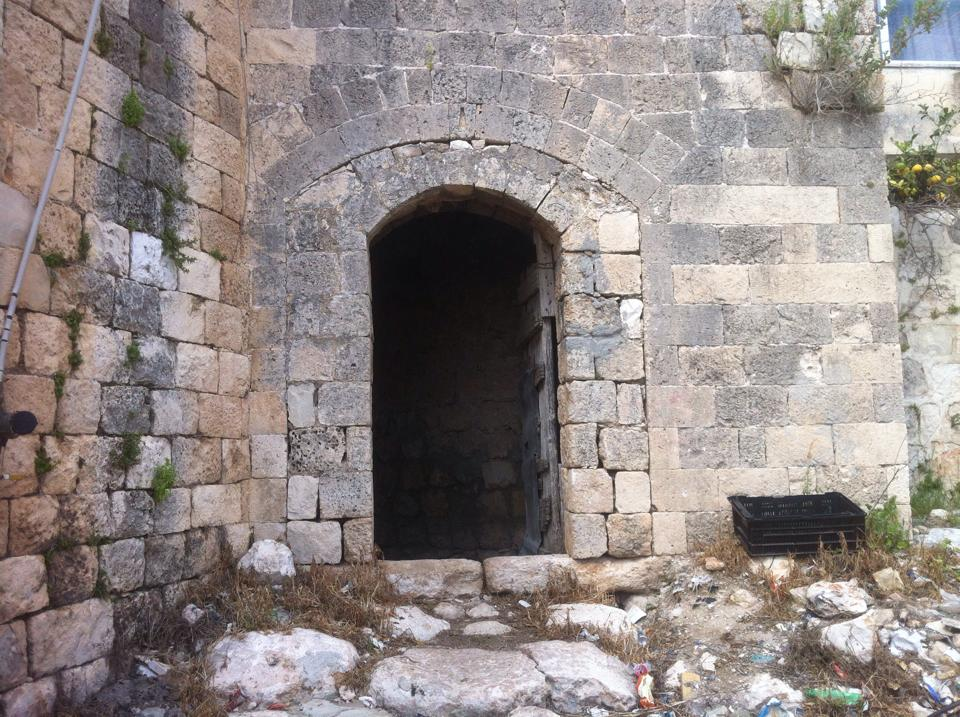
Albawaba
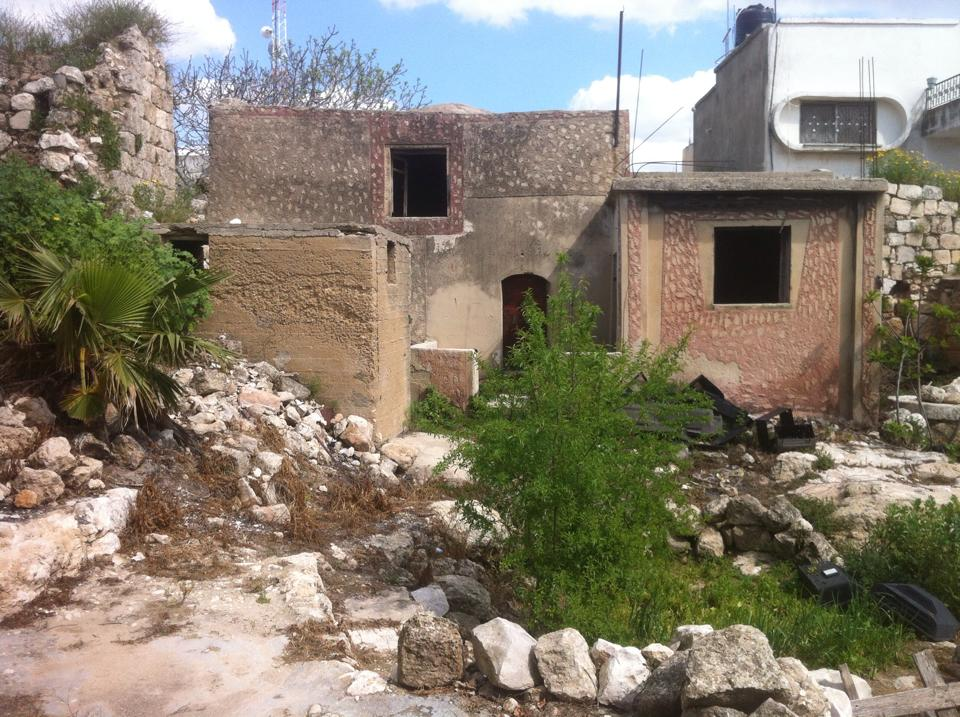
Albwaba
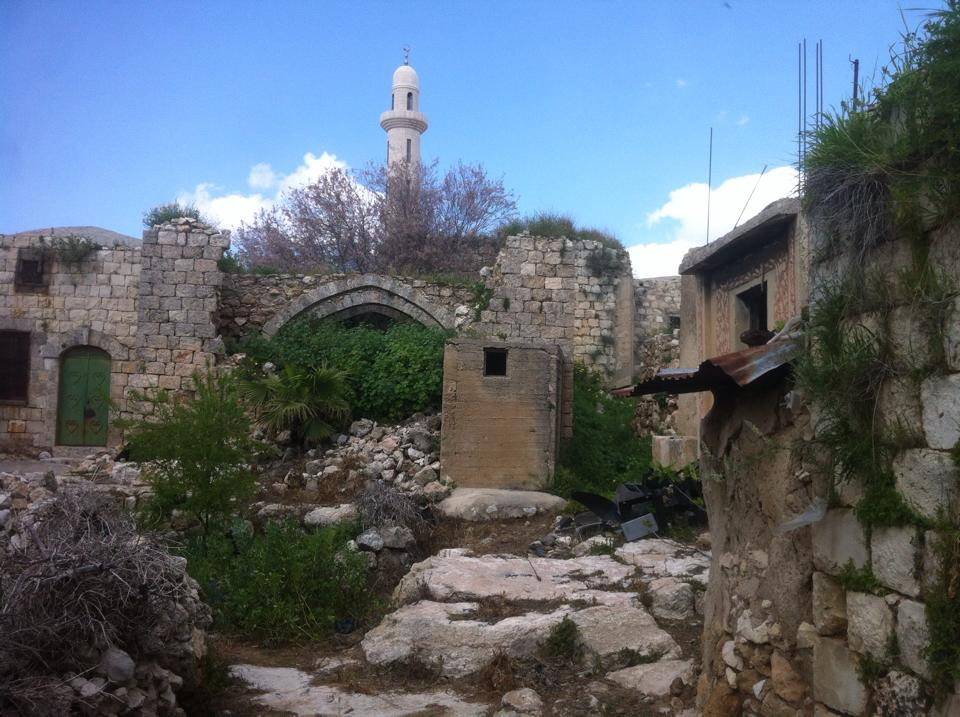
Anciens bâtiments
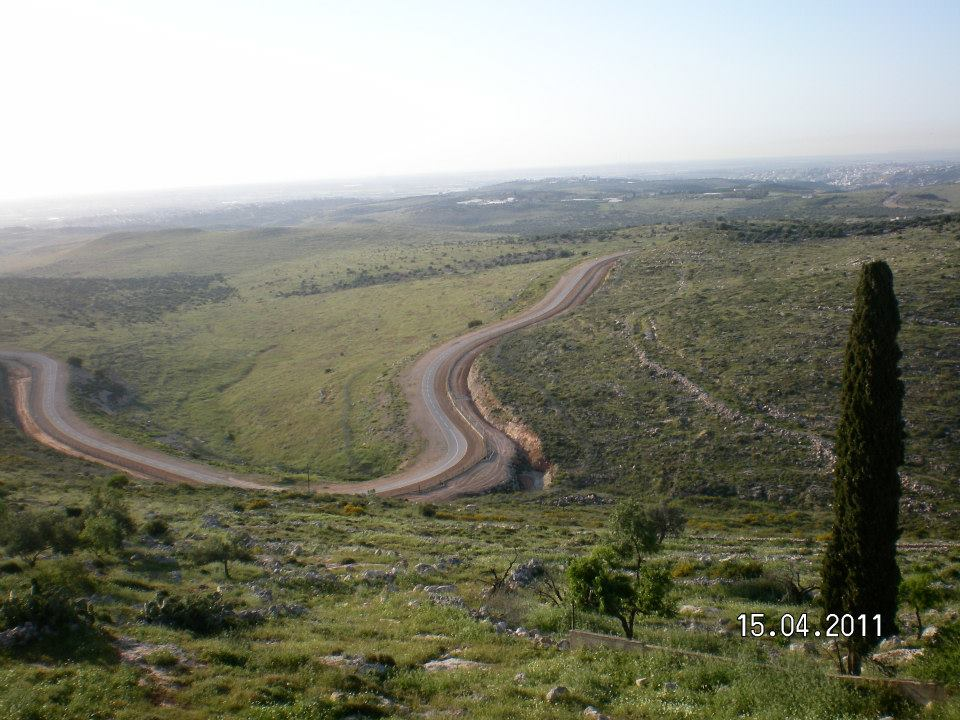
Mur de l'Apartheid
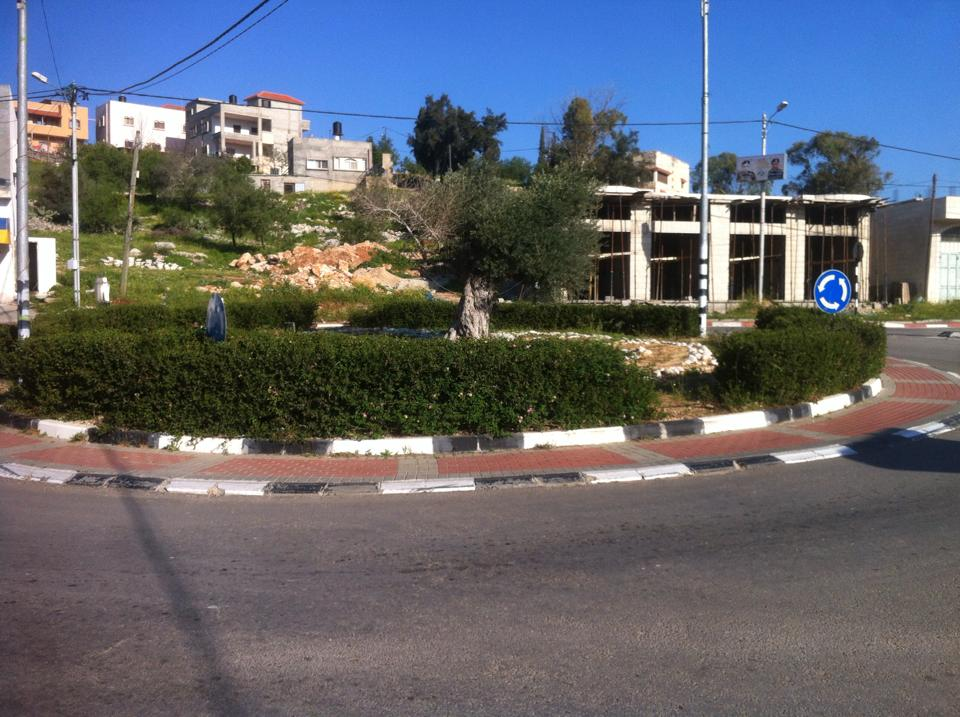
Rond-point Alzitouna
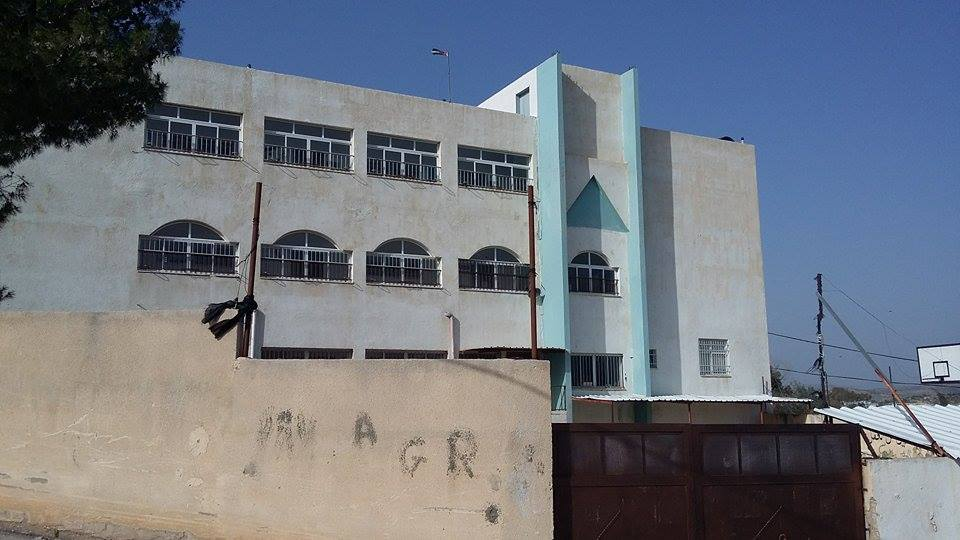
L'école élémentaire